# Эльцельт-Невин, Антон фон
Антон фон Эльцельт-Невин (нем. Anton Oelzelt (Öltzelt) Ritter von Newin; 12 января 1854, Вена, Австрийская империя — 15 февраля 1925, Вена, Австрия) — австрийский философ, педагог, профессор, доктор философии, занимавшийся, кроме прочего, вопросами теории разума.

## Биография

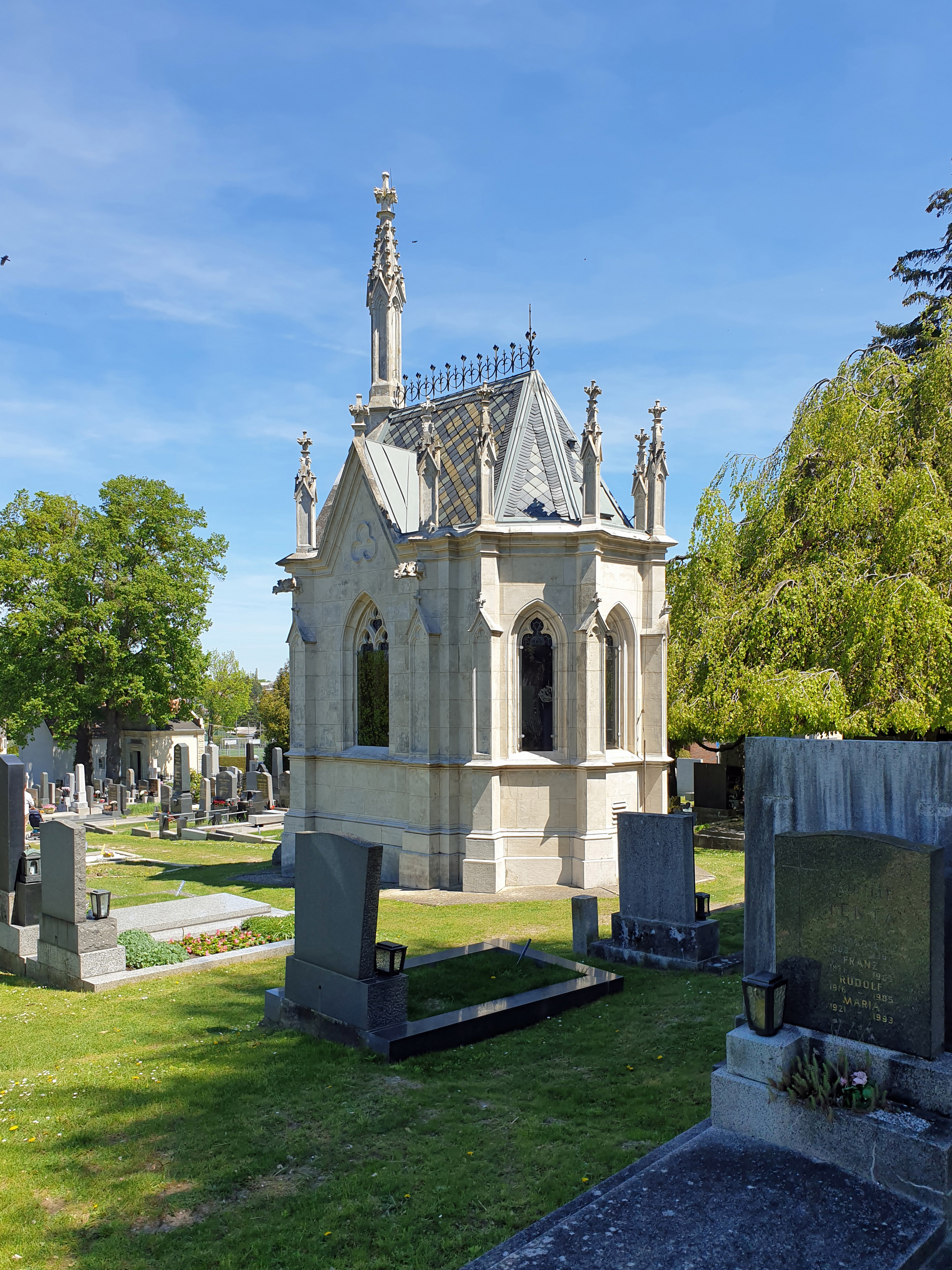
Семейная могила на кладбище Маурер (Вена)

Сын мастера-строителя. Ученик Алексиуса Майнонга. После завершения учебы  преподавал в 1890-1895 годах философию в Бернском университете.
Автор ряда философских сочинений. В своей основной работе «Die Kosmodicee» обсуждал основные проблемы существования, работы и становления в мире с основной идеей стремления к совершенству. Стремился доказать несостоятельность некоторых проблем, таких как свобода воли и причинная детерминация. В трактате «Катехизис христианской церкви», написанный с использованием наиболее распространенных учений евангельского учения, выступает за объединение свободных конфессий.
В своем эссе «Лига Наций или мировое государство?» исследовал, будет ли более подходящим для сохранения мира Лига Наций, выполняющая лишь арбитражные функции, или мировое государство, включающее в себя как можно больше самых могущественных культурных и крупных государств, обеспечит мир во всем мире. В итоге остановился на втором варианте.
Был в близких отношениях с Алексиусом Майнонгом, дружил с композитором А. Брукнером, который посвятил ему свою 6-ю симфонию.
В 1886 году стал почётным гражданином общины Мауэр (Вена).

## Избранные труды
- «Die Unlösbarkeit der ethischen Probleme» (1883);
- «Die Grenzen des Glaubens» (Вена, 1885);
- «Ueber Phantasie-Vorstellungen» (Грац, 1889);
- «Ueber sittliche Dispositionen» (ib., 1892);
- «Kosmodice» (1897);
- «Weshalb d. Problem der Willensfreiheit nicht zu lösen ist» (1900).